# Ціанистий калій... з молоком чи без? (п'єса)
«Цианістий калій… з молоком чи без?»(ісп. El cianuro ¿solo o con leche?) — п'єса з елементами чорного гумору іспанського драматурга Хуана Хосе Алонсо Мільяна (ісп. Juan José Alonso Millán). Вперше поставлена 7 червня 1963 року в театрі Беатріс де Мадрид.

## Постановки
- Театр Estreno, 1963. Режисер: Cayetano Luca de Tena.
- Фільм (1994). Режисер: José Miguel Ganga.
- Театр Образ, Київ, 2012. Режисер: Ольга Міхневич.